# Sabellaria bellis
Sabellaria bellis är en ringmaskart som beskrevs av Hansen 1882. Sabellaria bellis ingår i släktet Sabellaria och familjen Sabellariidae. Inga underarter finns listade i Catalogue of Life.